# Санта-Крус-дель-Вальє-Урбіон
Санта-Крус-дель-Вальє-Урбіон (ісп. Santa Cruz del Valle Urbión) — муніципалітет в Іспанії, у складі автономної спільноти Кастилія-і-Леон, у провінції Бургос. Населення — 104 особи (2010).
Муніципалітет розташований на відстані близько 210 км на північ від Мадрида, 38 км на схід від Бургоса.

## Демографія
Динаміка населення (INE ):